# The Moons
The Moons je anglická indie rocková kapela, kterou v roce 2008 v Northamptonu založil zpěvák, kytarista a skladatel Andy Crofts.

## Historie
Na konci roku 2006 se rozpadla Croftsova kapela The On Offs. Krátce nato spolu Crofts a Ben Gordelier poprvé spolupracovali, a to při nahrávání jednoho ze sólových projektů Dannyho Connorse, bývalého frontmana The On Offs. Během působení v The On Offs vytvořil Crofts několik demo nahrávek. V roce 2007 si vytvořil profil na Myspace (pod názvem The Moons), kam umístil několik skladeb, aby získal zpětnou vazbu. Během několika dnů Lois Wilson v časopisu Mojo vyslovil uznání Croftsově písni „Intermission Rag“. Poté se Crofts rozhodl založit The Moons. Prvním demem bylo The Lunar Sessions, na které Crofts nahrál všechny nástroje s výjimkou bicích, ty nahrál Danny Connors. Zanedlouho se zformovala i stálá sestava Ben Gordelier (bicí), Adam Leeds (baskytara) a Chris Ketley (kytara). Chris Ketley ale začal hrát s The Rakes a poté s Ellie Goulding a nakonec spolu s Adamem Leedsem kapelu opustili. Sestavu poté doplnili kytarista James Bagshaw a klávesák Tom Warmsley.
Své debutové album Life On Earth (2010) kapela nahrála ve studiu Paula Wellera. Toto album obsahovalo nové verze skladeb z Lunar Session a první oficiálně vydaný singl „Torn Between Two“. Paul Weller hrál na klavír ve skladbě „Wondering“ a sólovou kytaru v „Last Night On Earth“. The Moons vyjeli na turné a byli též předskokany mnoha kapelám včetně Ocean Colour Scene a The Rifles. Ačkoliv album sklidilo velké uznání a získalo kapele mnoho fanoušků, Crofts cítil, že by mohlo být hudebně lepší a méně uspěchané. Konec roku 2010 strávili The Moons s Edwynem Collinsem a Sebem Lewsleym přípravami na své druhé studiové album ve studiích Westheath Yard v Londýně. V roce 2012 při práci na svém druhém albu Fables Of History potkali Toma Van Heela, který se stal jejich novým klávesákem. Poté kapela podepsala smlouvu s novým vydavatelstvím Schnitzel Records Ltd. Fables of History bylo vydáno 24. září 2012.

## Diskografie
Alba
- Life On Earth (2010)
- Fables Of History (2012)
- Mindwaves (2014)